# Ismaning Challenger 2021
L'Ismaning Challenger 2021, conosciuto anche come Wolffkran Open per motivi di sponsorizzazione, è stato un torneo maschile di tennis giocato sul sintetico indoor. È stata la 5ª edizione del torneo, facente parte della categoria Challenger 80 nell'ambito dell'ATP Challenger Tour 2021. Si è giocato al Tennis Club Ismaning e.V. di Ismaning, in Germania, dal 25 al 31 ottobre 2021.

## Partecipanti

### Teste di serie
| Nazionalità | Giocatore        | Ranking* | Testa di serie |
| ----------- | ---------------- | -------- | -------------- |
| Australia   | Jordan Thompson  | 72       | 1              |
| Rep. Ceca   | Jiří Veselý      | 77       | 2              |
| Italia      | Andreas Seppi    | 98       | 3              |
| Germania    | Yannick Hanfmann | 127      | 4              |
| Germania    | Oscar Otte       | 131      | 5              |
| Rep. Ceca   | Tomáš Macháč     | 140      | 6              |
| Stati Uniti | Maxime Cressy    | 143      | 7              |
| Francia     | Quentin Halys    | 150      | 8              |

* Ranking al 18 ottobre 2021.

### Altri partecipanti
I seguenti giocatori hanno ricevuto una wild card per il tabellone principale:
- Max Hans Rehberg
- Mats Rosenkranz
- Henri Squire

Il seguente giocatore è entrato in tabellone con il protected ranking:
- Yannick Maden

I seguenti giocatori sono entrati in tabellone come alternate:
- Tobias Kamke
- Vitaliy Sachko

I seguenti giocatori sono passati dalle qualificazioni:
- Matthias Bachinger
- Jonáš Forejtek
- Julian Lenz
- Otto Virtanen

## Punti e montepremi
| Torneo    | Torneo              | V     | F     | SF    | QF    | 2T  | 1T  | Q | Q2  | Q1  |
| Singolare | Punti               | 80    | 48    | 29    | 15    | 7   | 0   | 4 | 1   | 0   |
| Singolare | Premi in denaro (€) | 6 190 | 3 650 | 2 160 | 1 260 | 730 | 450 | – | 225 | 115 |
| Doppio    | Punti               | 80    | 48    | 29    | 15    | –   | 0   | – | –   | –   |
| Doppio    | Premi in denaro (€) | 2 670 | 1 550 | 930   | 550   | –   | 310 | – | –   | –   |

## Campioni

### Singolare
Oscar Otte ha sconfitto in finale  Lukáš Lacko col punteggio di 6–4, 6–4.

### Doppio
Andre Begemann /  Igor Zelenay hanno sconfitto in finale  Marek Gengel /  Tomáš Macháč col punteggio di 6–2, 6–4.